# Jeep-Viasa CJ-3B
El Jeep-Viasa CJ-3B es un automóvil todoterreno comercializado desde 1959 hasta 1983 por la empresa zaragozana Viasa. Fue construido bajo licencia de Willys por Carde y Escoriaza utilizando la base de su CJ-3B (CJ por las siglas de Civilian Jeep).
Cuenta con un chasis de largueros y travesaños sobre el que se monta una carrocería ligera, sin puertas. En un principio equipaba el motor Go Devil del modelo original, vendido principalmente al ejército y la Guardia Civil, aunque desde 1974 ofrecía únicamente el motor Perkins 4.108, diésel, de 49 cv DIN. Las primeras unidades se ensamblaron con seguridad con excedentes de la producción estadounidense, aunque ya desde la bicentésima unidad todos sus componentes eran fabricados en España, muchos de ellos bajo licencia. También hubo una variante más larga y sin equivalente en la empresa licenciataria, denominada CJ-6.
Las barras antivuelco eran opcionales, pero las versiones S las ofrecían de serie. También contaba con un acelerador de mano para los momentos en los que se requería hacer uso de una toma de fuerza. Las primeras unidades iban equipadas con una caja de cambios de sólo 3 velocidades. A pesar de no existir una cifra oficial de ejemplares fabricados, no se han hallado unidades con un número de serie superior a 1000.